# Безрученко Гнат Абрамович
Безрученко Гнат Абрамович (1884, с. Ляличі Суражевського повіту Чернігівської губ. — ?) — голова українського кооперативу «Запорожець» у Хабаровську у 1920—1921. Наприкінці 1922 був заарештований радянською владою. З 9 лютого по 9 березня 1923 перебував у Читинській в'язниці, згодом був звільнений. На початку 1930-х років працював завідувачем сектору механізації Дальсільскладу у Хабаровську. Заарештований 25 січня 1931 органами ОДПУ за ст. 58–7, 58–11 КК РСФСР. 20 грудня 1931 Колегією ОДПУ кримінальну справу було припинено, з-під варти звільнений. Реабілітований 29 липня 1999 рішенням прокуратури Омської області.